# Ruben Houkes
Ruben Houkes, född den 8 juni 1979 i Schagen, Nederländerna, är en nederländsk judoutövare.
Han tog OS-brons i herrarnas extra lättvikt i samband med de olympiska judotävlingarna 2008 i Peking.